# Yasumichi Uchima
Yasumichi Uchima (内間 安路 Uchima Yasumichi?, nacido el 10 de septiembre de 1984 en Okinawa) es un exfutbolista japonés. Jugaba de defensa y su último club fue el Gainare Tottori de Japón.

## Trayectoria

### Clubes
| Club            | País  | Año         |
| --------------- | ----- | ----------- |
| Sagan Tosu      | Japón | 2007 - 2009 |
| Gainare Tottori | Japón | 2010 - 2012 |

## Estadística de carrera

### J. League
| Club            | Año   | J. League | J. League | Copa J. League | Copa J. League | Total | Total |
| Club            | Año   | Part.     | Goles     | Part.          | Goles          | Part. | Goles |
| --------------- | ----- | --------- | --------- | -------------- | -------------- | ----- | ----- |
| Sagan Tosu      | 2007  | 10        | 0         | -              | -              | 10    | 0     |
| Sagan Tosu      | 2008  | 22        | 1         | -              | -              | 22    | 1     |
| Sagan Tosu      | 2009  | 14        | 0         | -              | -              | 14    | 0     |
| Gainare Tottori | 2011  | 4         | 0         | -              | -              | 4     | 0     |
| Gainare Tottori | 2012  | 11        | 0         | -              | -              | 11    | 0     |
| Total           | Total | 61        | 1         | 0              | 0              | 61    | 1     |